# لجنة زوندو
لجنة زوندو أو اللجنة القضائية للتحقيق في مزاعم الاستيلاء على الدولة والفساد والاحتيال في القطاع العام بما في ذلك أجهزة الدولة هي تحقيق عام أنشأه الرئيس السابق جاكوب زوما في يناير 2018 للتحقيق في الادعاءات الاستيلاء على الدولة والفساد والاحتيال في القطاع العام في جنوب إفريقيا. بحلول ديسمبر 2020 كانت اللجنة قد قابلت 278 شاهدًا وجمعت 159.109 صفحات وواحد إكسابايت من البيانات كدليل. بعد تلقي خمسة تمديدات من المتوقع أن تنتهي اللجنة من تقريرها بحلول نهاية ديسمبر 2021، مع موعد نهائي رسمي هو 1 يناير 2022. نُشر الجزء الأول من التقرير النهائي المكون من ثلاثة أجزاء في 4 يناير 2022. اللجنة كلفت الدولة ما يقرب من مليار راند، أي أكثر بكثير من أي تحقيق قضائي سابق في جنوب إفريقيا.

## التاريخ
في عام 2016 أطلق المدعي العام ثولي مادونسيلا تحقيقًا في الاستيلاء على الدولة بعد تلقي شكاوى رسمية من عضوين في النظام الدومينيكي لجنوب إفريقيا، وعضو آخر من الجمهور وزعيم المعارضة مموسي ميمان. في نوفمبر 2017 تسبب نشر تقرير تحقيقها بعنوان حالة الأسر في فضيحة كبرى. وأشار التقرير إلى تورط زوما ومسؤولين آخرين في الدولة في علاقات غير لائقة مع عائلة جوبتا، من بين أمور أخرى غير لائقة وأوصى بأن يعين زوما لجنة تحقيق في الاستيلاء على الدولة. سعى زوما لإلغاء نتائج مادونسيلا في المحكمة العليا، لكن المحكمة رفضت طلبه ووجدت أن توصية المدعي العام كانت ملزمة وأن زوما كان عليه تعيين لجنة تحقيق في غضون 30 يومًا. بناءً على تعليمات من المحكمة كان رئيس المحكمة العليا موجوينج موجونج هو من اختار رئيس التحقيق نائب رئيس المحكمة ريموند زوندو. يساعد زوندو العديد من المسؤولين الآخرين المتفرغين، بما في ذلك المراجع العام السابق تيرينس نومبمبي على رأس فريق التحقيقات.
تأسست اللجنة في يناير 2018 لكنها لم تعقد أول جلسة استماع لها حتى أغسطس 2018، وفي ذلك الوقت استقال زوما وحل محله الرئيس سيريل رامافوزا. بعد سلسلة من التمديدات اختتمت جلسات الاستماع في أغسطس 2021 بشهادة رامافوزا. في 29 سبتمبر منحت المحكمة العليا في بريتوريا اللجنة تمديدا آخر لمدة ثلاثة أشهر، والتي ستنتهي في نهاية ديسمبر. قدم وزير العدل والإصلاحيات رونالد لامولا الذي تتولى حقيبته تمويل اللجنة طعناً قانونياً على طلب التمديد ثم سحبه.

## الموجودات
سيتم نشر النتائج في ثلاثة أجزاء مع تقسيم كل جزء إلى مجلدات متعددة. يحتوي الجزء الأول على ثلاثة مجلدات حيث يركز المجلد الأول على الفساد داخل الخطوط الجوية لجنوب إفريقيا المملوكة للدولة، والثاني على النتائج المتعلقة بعائلة جوبتا، والثالث على دائرة الإيرادات في جنوب إفريقيا وتوصيات لإصلاح نظام المشتريات الحكومية. سيتم نشر الجزء الثاني في نهاية يناير وسيعلن عن النتائج المتعلقة بالفساد وسوء الإدارة داخل الشركات المملوكة للدولة. يُذكر أن الجزء 3 سيصدر في نهاية فبراير 2022 وسيعلن النتائج بشأن جميع القضايا الأخرى التي تغطيها اللجنة.
وجدت اللجنة أن العديد من حوادث الاستيلاء على الدولة وقعت داخل الإدارات الحكومية في جنوب إفريقيا والشركات المملوكة للدولة أثناء رئاسة جاكوب زوما حيث كان كبار المسؤولين يخالفون القانون بشكل روتيني.